# Riu Paraguai
El riu Paraguai (río Paraguay en castellà, ysyry Paraguái en guaraní i rio Paraguai en portuguès) és un gran riu del centre-sud de Sud-amèrica, que cursa pel Brasil i el Paraguai, a voltes molt proper a la frontera entre el Brasil i Bolívia, i que també fa de frontera natural entre el Paraguai i l'Argentina. Té una llargària d'uns 2.550 kilòmetres, comptats des de les seves fonts -a l'estat brasiler de Mato Grosso- fins a la seva desembocadura en el riu Paranà, al nord de la província de Corrientes.

## Curs
El riu neix a Diamantino, al Mato Grosso, Brasil. Descendeix cap al sud-oest, passant per la ciutat brasilera de Càceres. A partir d'aquest punt el seu curs discorre més aviat cap al sud, fins als aiguamolls del Pantanal, la ciutat de Corumbá, i llavors prop de la frontera entre el Brasil i Bolívia, sempre en el costat brasiler.
Des de la ciutat de Puerto Bahia Negra, Paraguai, el riu forma la frontera entre aquest país i el Brasil al llarg de 220 kilòmetres, abans d'unir-se amb el riu Apa.
El riu inicia una llarga i subtil corba cap al sud-sud-est abans de prosseguir en un curs més orientat cap al sud-sud-oest, dividint el país del Paraguai en dues meitats: la regió del Gran Chaco a l'oest, una extens territori semiàrid i molt poc habitat; i les regions boscoses de l'est, que compten amb el 98% de la població del país.
Després de córrer durant 400 kilòmetres pel bell mig del Paraguai, en la confluència amb el riu Pilcomayo i deixant enrere la capital del país, Asunción, el riu forma la frontera amb l'Argentina, fluint en general en direcció sud-sud-oest durant 275 kilòmetres més, arribant a la seva desembocadura en el riu Paranà.

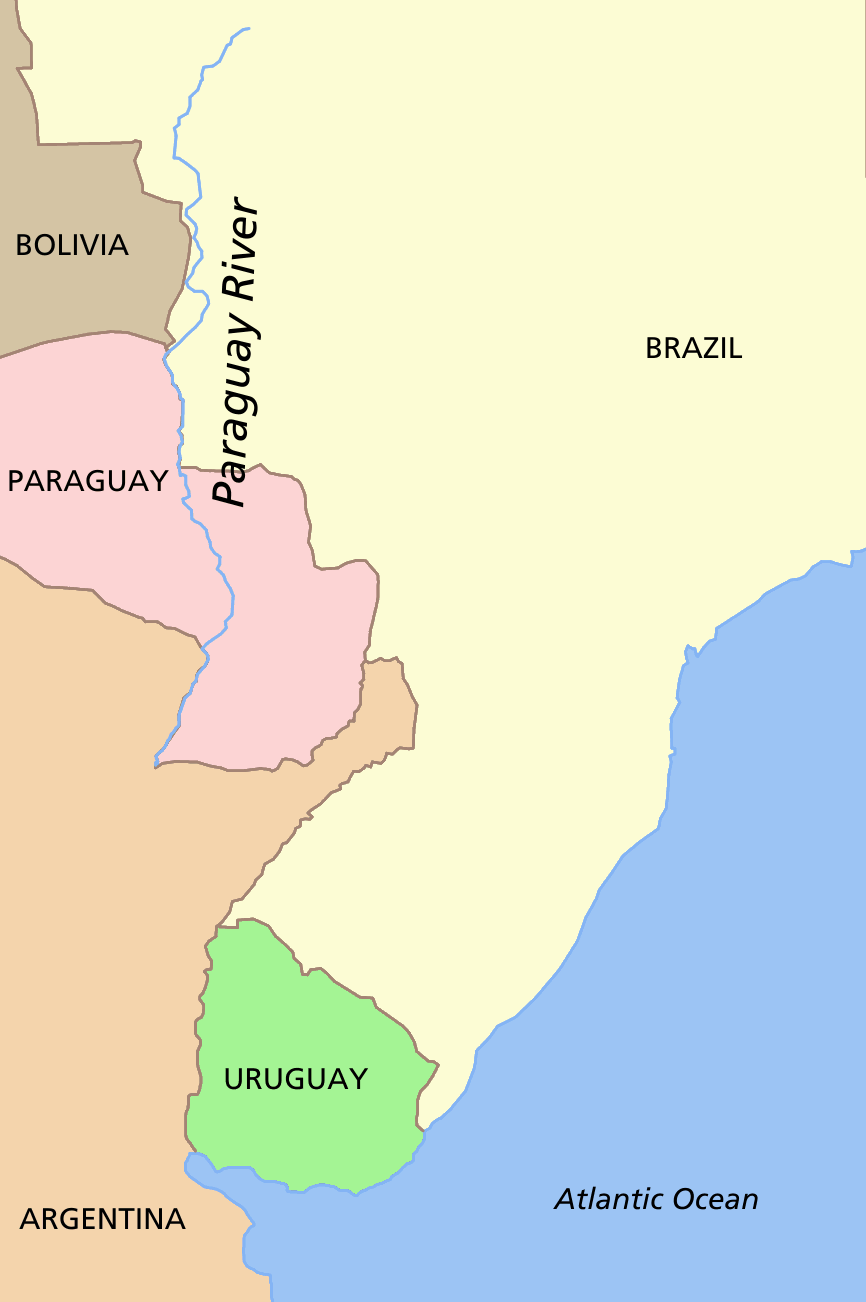
Mapa del riu Paraguai

## Recursos
És el segon riu més gran dels de la conca del Riu de la Plata. A diferència dels altres grans rius de la conca del Paranà, el Paraguai no presenta cap presa hidroelèctrica, essent per tant navegable en un tram força considerable, només per darrere de l'Amazones en termes de navegabilitat en el continent. Això el fa una important ruta comercial, proveint amb una estratègica sortida a l'oceà Atlàntic al Paraguai i Bolívia.
També és important per la pesca que s'hi practica, principal manutenció de les nombroses classes camperoles menys afavorides. Les riuades estacionals forcen sovint aquests camperols a abandonar les seves barraques i desplaçar-se cap a zones controlades a tal efecte per l'exèrcit.

## Controvèrsia
Tot i que es tracta d'un fet pràcticament ignorat pels mitjans internacionals, el Pantanal és actualment l'ecosistema d'aiguamolls més gran del món, i depèn exclusivament de les aigües aportades pel Paraguai.
Les recanalitzacions practicades en el riu ja han significat un greu impacte ecològic en els aiguamolls, i la controvèrsia és present per tal d'aturar els projectes de noves recanalitzacions.

## Enllaços externs

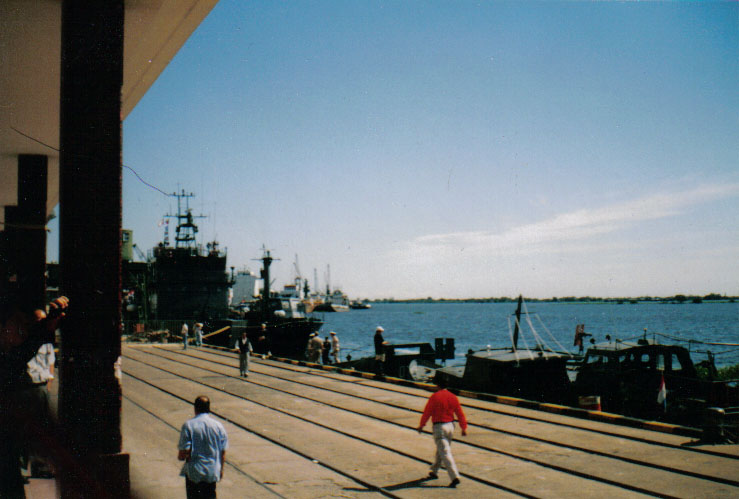
Port d'Asunción al riu Paraguai